# Margot Kidder
Margaret Ruth Kidder (17 tháng 10 năm 1948 – 13 tháng 5 năm 2018; nghệ danh là Margot Kidder) là một nữ diễn viên và nhà hoạt động xã hội người Mỹ gốc Canada. Bà trở nên nổi tiếng với vai diễn Lois Lane trong loạt phim Superman cùng với Christopher Reeve.
Margot khởi nghiệp vào thập niên 1960 trong những bộ phim điện ảnh và truyền hình kinh phí thấp của Canada, trước khi đóng vai chính trong Quackser Fortune Has a Cousin in the Bronx (1970). Sau đó bà đóng cặp song sinh trong phim giật gân nổi tiếng Sister (1973) của Brian De Palma, một nữ sinh phù thủy trong phim slasher Black Christmas (1974) và bạn gái của nhân vật chính trong The Great Waldo Pepper (1975) đối đầu với Robert Redford. Vai diễn Kathy Lutz trong phim kinh dị bom tấn The Amityville Horror (1979) đã đưa tên tuổi của bà gần hơn với công chúng.
Năm 2005, bà trở thành công dân hợp pháp của Hoa Kỳ. Bà còn là nhà chính trị, nhà bào vệ môi trường và nhà hoạt động phản đối chiến tranh.